# بوب لارسون
بوب لارسون (بالإنجليزية: Bob Larson)‏ هو قس أمريكي، ولد في 28 مايو 1944 في وست وود في الولايات المتحدة.

## وصلات خارجية
- بوب لارسون على موقع IMDb (الإنجليزية)
- بوب لارسون على موقع ميوزك برينز (الإنجليزية)
- بوب لارسون على موقع قاعدة بيانات الفيلم (الإنجليزية)